# In the Land of Women
In the Land of Women är en amerikansk dramafilm från 2007, med Adam Brody, Kristen Stewart, Meg Ryan och Olympia Dukakis i rollerna.

## Handling
Carter Webb (Adam Brody) flyttar till ett ensligt kvarter, för att ta hand om sin sjuka mormor, Phyllis (Olympia Dukakis). Mittemot bor en mor, Sarah Hardwicke (Meg Ryan), och dotter, Lucy (Kristen Stewart) och han förälskar sig i båda.

## Om filmen
In the Land of Women regisserades av Jon Kasdan som även skrev filmens manus.

## Rollista
| Adam Brody         | – Carter Webb      |
| Kristen Stewart    | – Lucy Hardwicke   |
| Meg Ryan           | – Sarah Hardwicke  |
| Olympia Dukakis    | – Phyllis          |
| Elena Anaya        | – Sofia Buñuel     |
| Rob Reinis         | – Avi Rosenberg    |
| JoBeth Williams    | – Agnes Webb       |
| Makenzie Vega      | – Paige Hardwicke  |
| Dustin Milligan    | – Eric Watts       |
| Graham Wardle      | – Gabe Foley       |
| Elise Gatien       | – Tiffany          |
| Christine Danielle | – Tanya            |
| Clark Gregg        | – Nelson Hardwicke |
| Ginnifer Goodwin   | – Janey            |